# IC 2163
IC 2163 is met NGC 2207 een botsend spiraalstelsel op ongeveer 80 miljoen lichtjaar afstand in het sterrenbeeld Grote Hond. Het sterrenstelsel werd in 1835 ontdekt door John Herschel.
IC 2163, is geclassificeerd als een balkspiraalstelsel dat een zwakke binnenring heeft en een langgerekte spiraalarm die waarschijnlijk wordt uitgerekt door getijdekrachten veroorzaakt door de grotere NGC 2207. Het sterrenstelsel bevat een enorme hoeveelheid stof en gas, en beginnen een verhoogde stervorming te vertonen, zoals te zien is op infraroodbeelden.
IC 2163 op het punt te botsen en samen te smelten met NGC 2207. Maar in tegenstelling tot de Antennae- of de Muizenstelsels zijn het nog steeds twee afzonderlijke spiraalstelsels. Ze zijn pas in de eerste stap van het botsen en samensmelten, waarbij NGC 2207 bezig is materiaal uit IC 2163 te ontnemen (tidal stripping). De komende miljard jaar zullen ze botsen en er waarschijnlijk een beetje meer uitzien als de Muizenstelsels. Verwacht wordt dat ze over ongeveer een miljard jaar samensmelten en een elliptisch sterrenstelsel of misschien een schijfstelsel worden.

## Afbeeldingen

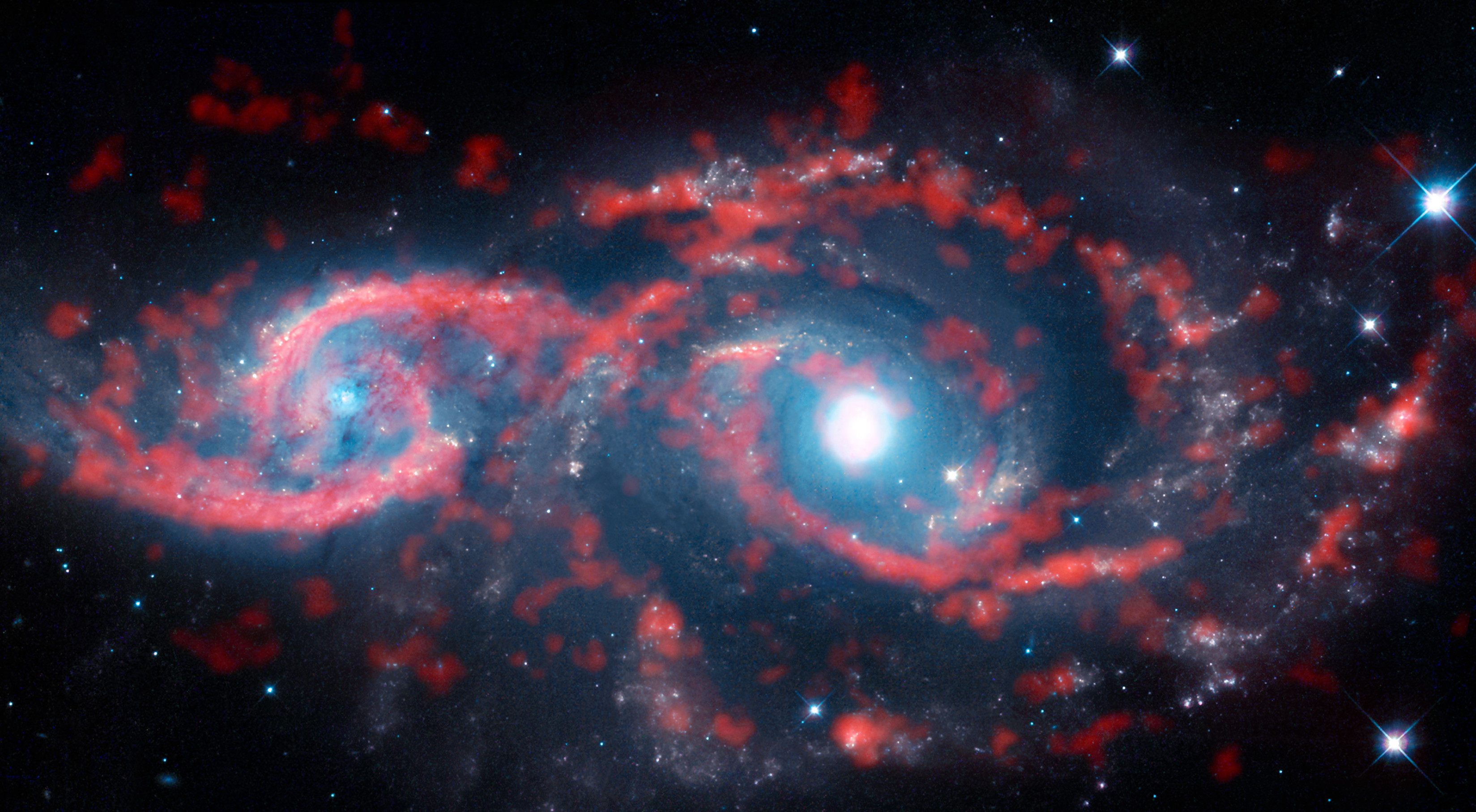
Zulke oogvormigestructuren bestaan meestal maar enkele tientallen miljoenen jaren.
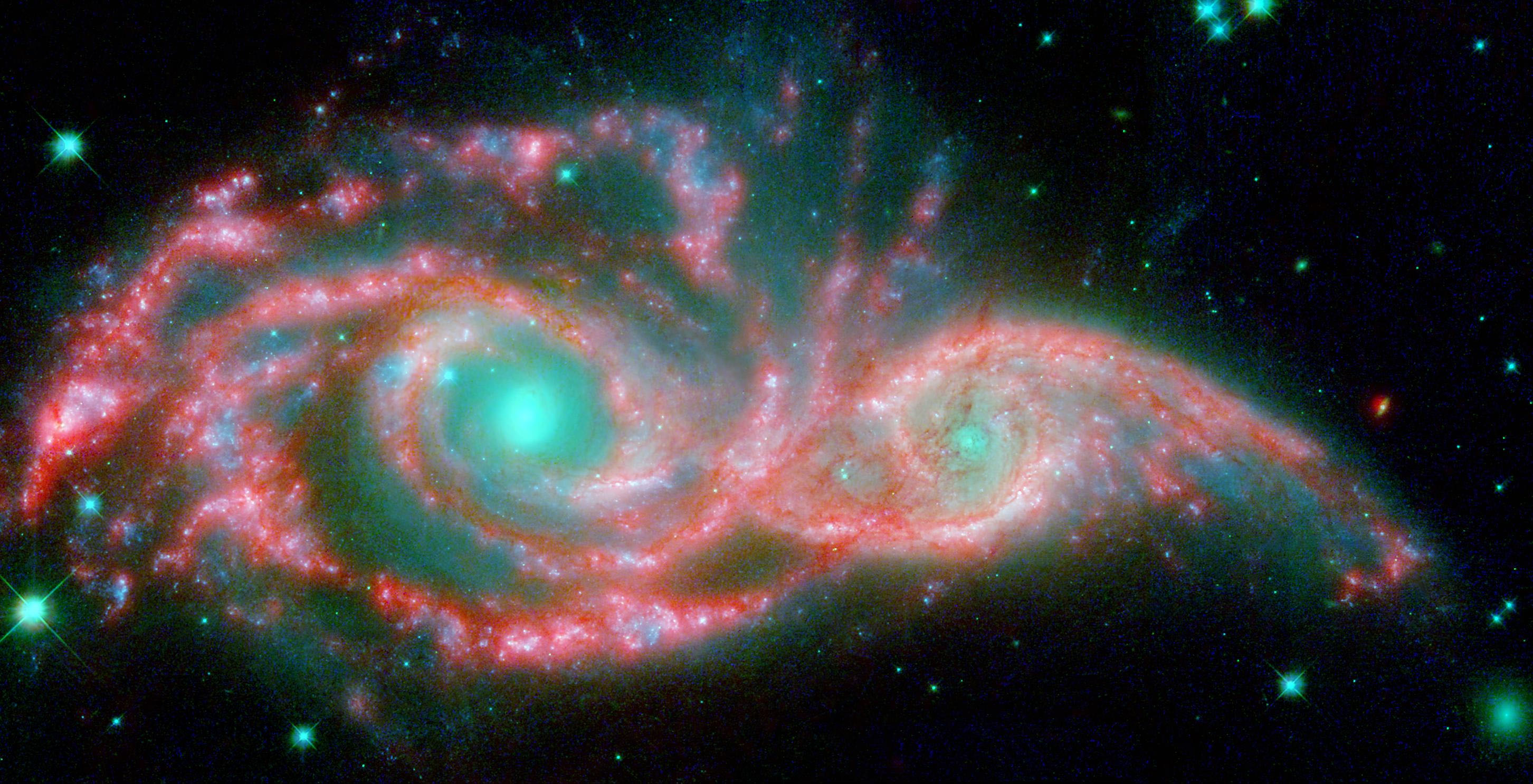
Infrarood door Spitzer.
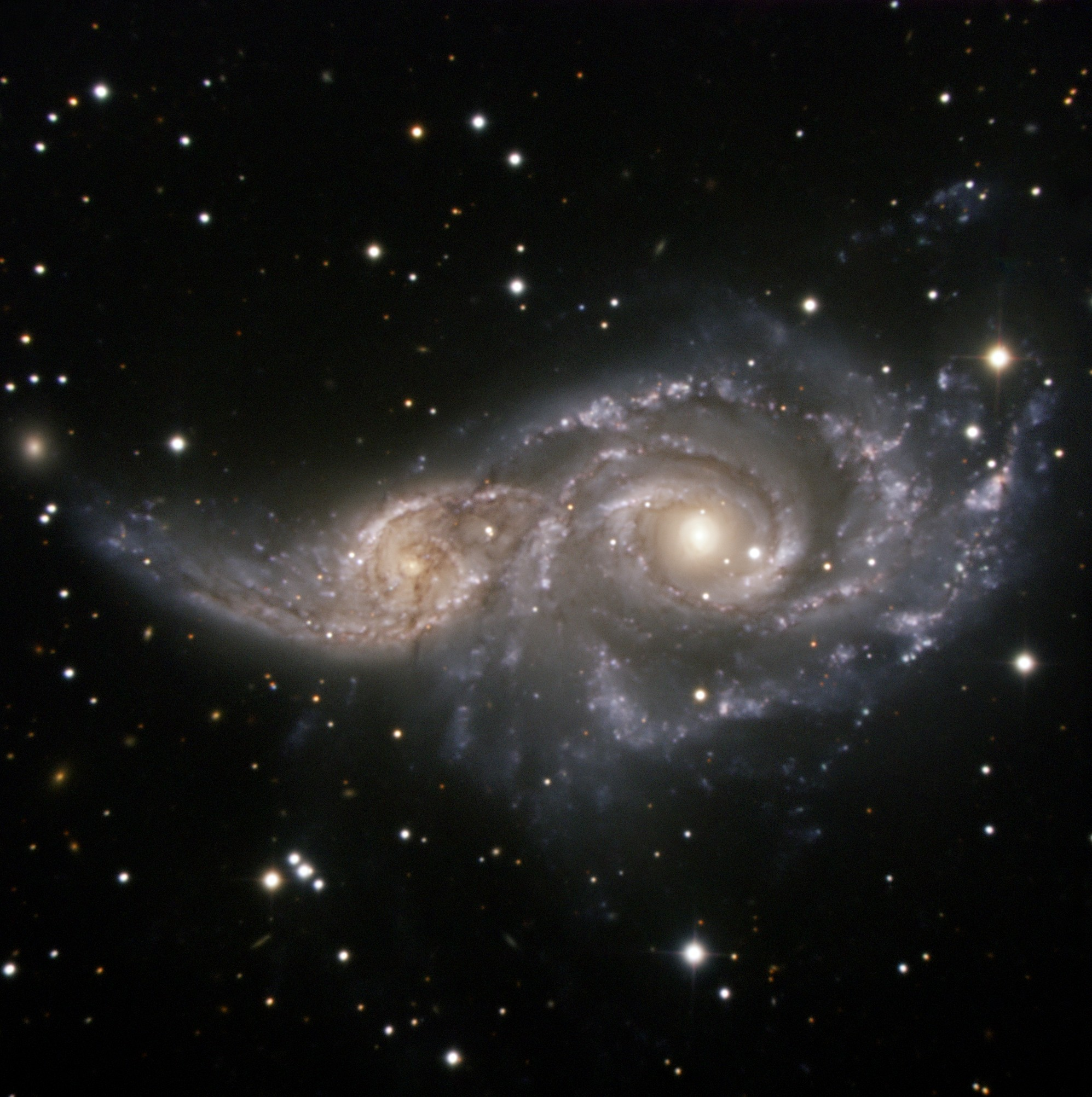
De botsende stelsels door ESO.